# ブラック・クラブ
『ブラック・クラブ』（原題：Svart Krabba、英題：Black Crab）は、2022年公開のスウェーデンのアクション・スリラー映画。
脚本をアダム・バーグとPelle Rådströmが担当し、アダム・バーグが監督を務めた。出演はノオミ・ラパス、アリエッテ・オフェイム、ダール・サリム等。

## 概略
内戦により荒廃した世界を舞台に、凍った海をスケートで横断して謎の容器を運ぶという極秘任務"ブラック・クラブ作戦"に従事する6人の兵士を描く。
テッセナーイからアーダーの基地までの移動で、敵味方がわからなくなり、それぞれが徐々に疲弊していく。

## キャスト
※括弧内は日本語吹替
- キャロリン・エド - ノオミ・ラパス（浅野まゆみ）：戦争初期に離れ離れになった娘と再会するために、敵の背後を横断する"ブラック・クラブ作戦"に参加する。
- フォルスベリ大尉 - アリエッテ・オフェイム（英語版）（きそひろこ）："ブラック・クラブ作戦"の実行部隊の指揮を執る。
- マリック - ダール・サリム（英語版）（加藤清司）：任務終了後、弟を探し、一緒にアンティークショップを開くのが夢。
- ニールンド中尉 - ヤコブ・オフテブロ（英語版）（小松史法）：エドの護衛として派遣され、作戦を共にする。
- カリミ下級伍長 - Ardalan Esmaili（田村真）：F28基地所属で、任務のために派遣されて来た。基地に結婚する予定の恋人がいる。
- ラード大佐 - David Dencik（森田順平）：テッセナーイ基地の司令官。
- グランヴィック - Erik Enge（岩中睦樹）：若い狙撃兵
- ヴァニヤ - Stella Marcimain Klintberg（松田颯水）：エドの娘。
- ノルド将軍 - スーザン・タスリミ（英語版）（小林さとみ）：アーダー基地の総司令官。
- アーレン - （宇田川紫衣那）
- 女性の強盗 - Cecilia Säverman
- 年老いた男 - Peter Edding：立ち入り禁止の群島に住む男性。
- 老女 - Gunilla Abrahamsson：立ち入り禁止の群島に住む女性。
- 警備隊長 - イリル・ラティフィ
- 若い兵士 - Mikail Akalin

その他のキャスト：山本満太、細川祥央、佐藤友啓、辻田啓一、渡辺晃、武井和歩、小林達也、井川康平、三井好美

### 日本語版スタッフ
- 日本語字幕：藤井幸子
- スタジオ：IMAGICAエンタテインメントメディアサービス
- 演出：浅野一郎
- 翻訳：高木美和
- 調整：鶴田伸也